# Novitjok
Novitjok (ryska: Новичо́к, "nykomling") är ett slags nervgift. Det utvecklades i Sovjetunionen under 1970- och 1980-talen. Till skillnad från äldre kemiska stridsmedel (till exempel sarin eller tabun) är novitjok dödligt även vid mycket små koncentrationer.

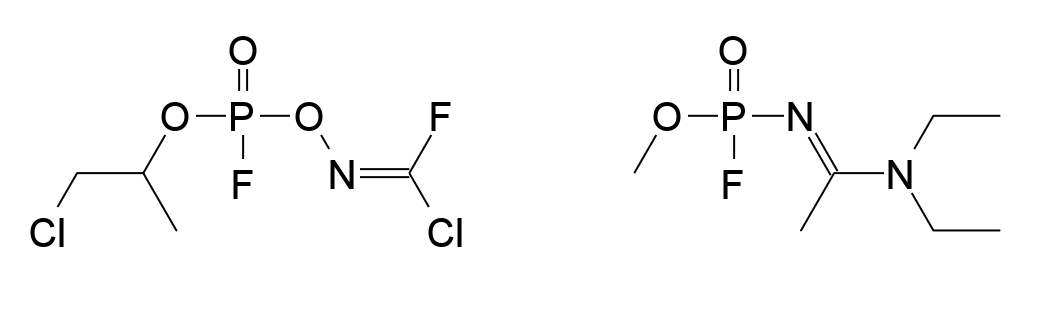
Exempel på strukturformler för påstådda Novitjok-substanser

Novitjok kan ha varit beteckningen på ett program för utveckling av kemiska stridsmedel i Sovjetunionen, men har efter hand kommit att beteckna de utvecklade substanserna själva. Härmed avses en serie kemiska föreningar (serie A) som är fosforamidofluoridater till skillnad från konventionella nervgaser som är fosfonater. En fördel med detta var möjligen att dessa ämnen inte behövde redovisas som nervgaser och därför inte behövde underkastas internationell inspektion, varför de under lång tid var okända i väst. Ämnena i serie A är fettlösliga och minst lika giftiga som nervgasen VX. Detaljer är dock ofullständigt kända på grund av hemlighetsmakeriet runt dem. De är mindre flyktiga, så att de vid rumstemperatur är flytande eller fasta. Verkningsmekanismen är densamma: hämning av enzymet acetylkolinesteras i offret. Acetylkolinesteras bryter ner neurotransmittorn acetylkolin. När detta hämmas kommer därför acetylkolinkoncentrationerna vid de drabbade synapserna att hållas höga, vilket leder till en överaktivitet i nerverna. Denna överaktivitet kan ge muskelkramper och svåra andningsproblem, och kan i svåra fall leda till döden.
Novitjok-ämnena är binära. Härmed avses att de kan uppstå genom blandning av två förhållandevis ofarliga komponenter. Avsikten är att ett vapen laddas med de båda komponenterna i separata kammare, där skiljeväggen dem emellan brister då vapnet avfyras och den verksamma substansen sedan bildas medan vapnet rör sig mot målet.